# アルメントフーベル・ケーブルカー

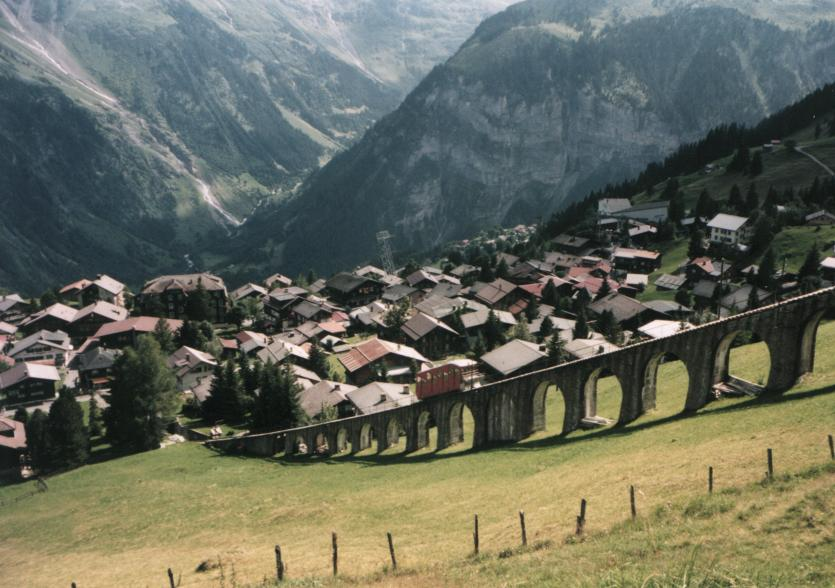
アルメントフーベル・ケーブルカー

アルメントフーベル・ケーブルカー（ドイツ語：Seilbahn Mürren–Allmendhubel/Allmendhubelbahn）は、スイス、ベルナーオーバーラント地方の村、ミューレンとアルメントフーベルの展望台の間の標高差約270 mを4分で結ぶケーブルカーである。シルトホルン・ロープウェイ株式会社の所有と経営である。
開通は1912年で、1999年に最新式のケーブルカーに付け替えられた。標高1907ｍのアルメントフーベルは、アイガー、メンヒ、ユングフラウのユングフラウ三山をはじめ、ベルナーアルプスを望むビューポイント。夏は観光客やハイカー、冬はスキーヤーやスノーボーダーに利用されている。

## アクセス
ラウターブルンネンからロープウェイで中間駅のグリュチアルプへ上がり、さらに山岳鉄道でミューレンへ。ミューレンの麓駅からケーブルカーでアルメントフーベルへ。ラウターブルンネンからシュテッヘルベルク経由、ロープウェイでミューレンへ上がるルートもある。
車はラウターブルンネン、またはシュテッヘルベルクまでアクセス可能。